# 成瀬労
成瀬 労（なるせ ろう、1956年2月10日 - ）は、日本の俳優である。青森県北津軽郡小泊村（現・中泊町）出身。有限会社プロダクション・タンクに所属していた。

## 出演

### テレビドラマ
- 十時半睡事件帖（1994-1995年、NHK総合）
- 照柿（1995年、NHK衛星第2）
- 宝引の辰捕者帳（1995年、NHK総合）
- 秀吉（1996年、NHK総合）
- はみだし刑事情熱系 第5話（1996年11月13日、テレビ朝日）
- 寺子屋ゆめ指南 第8話（1997-1998年、NHK総合） - 夜泣きそば屋 役
- ウルトラマンダイナ 第8話（1997年10月25日、TBS） - ふるべ村村人 役
- 透明少女エア 第6話（1998年、テレビ朝日）
- 金曜エンタテイメント信濃のコロンボ　北国街道殺人事件（1998年5月1日、フジテレビ）
- 女医 NOTHING LASTS FOREVER（1999年、日本テレビ）
- 編集王 第1話（2000年、フジテレビ）
- 史上最悪のデート 第18話（2001年4月8日、日本テレビ）
- それぞれの断崖（2000年、テレビ東京）
- ウルトラマンコスモス 第18話（2001年11月3日、TBS） - 村人 役
- 新・愛の嵐（2002年、東海テレビ/フジテレビ）
- 夢みる葡萄 第11話（2003年、NHK総合）
- 時効警察 第2話（2006年、テレビ朝日）
- 帰ってきた時効警察 第9話（2007年、テレビ朝日）
- 菊次郎とさき 第5話（2007年8月2日、テレビ朝日）
- ホタルノヒカリ 第3話（2007年、日本テレビ）
- 乙女のパンチ（2008年、NHK総合）
- 東京大空襲（2008年、日本テレビ）
- 小児救命 第4話（2008年11月13日、テレビ朝日）
- 湯けむりスナイパー 第1話（2009年4月3日、テレビ東京） - 老人客 役
- インディゴの夜（2010年3月、東海テレビ/フジテレビ） - シゲ 役
- 熱海の捜査官（2010年、テレビ朝日） - 梅宮 役
- ドラゴン青年団 第1話（2012年7月17日、毎日放送/TBS） - 木本書店の店主 役

### 映画
- みんな〜やってるか!（1995年）
- 君を忘れない（1995年）
- 恋は舞い降りた。（1997年）
- 不夜城（1998年）
- 海は見ていた（2002年）
- 蟲師（2007年）
- 蟹工船（2009年）
- ディア・ドクター（2009年）
- 遠くて近い友

### CF
- ミズノ
- 綜合警備保障

### Vシネマ
- 三匹の竜II
- LEVEL

### 舞台
- 小さな虫の大冒険
- ガラスの動物園
- 輝け緑の宇宙船
- ダイク
- ストリートファミリー